# Spångastråket
Spångastråket är ett promenadstråk och en vandringsled i Stockholms län med en total längd på cirka 15 km. Stråket som utgår från Spånga station ingår i Gångstråk Stockholm. Spångastråket går inledningsvis genom Västerort och villaområdena Solhem, Flysta, Sundby, Bällsta och bostadsområdet Annedal i stadsdelen Mariehäll. Därefter sker vandringen på den vattennära strandpromenaden från centrala Sundbyberg till Stockholms innerstad via Solna strand, Huvudsta och Karlberg. Sista etappen går genom Birkastan och Sabbatsberg i Vasastan till Norrmalm och Stockholms city med Klarakvarteren mot Stortorget i Gamla stan.
Eftersom stråket ansluter till pendeltågen och i stort sett  följer järnvägen fram till Sundbybergs station samt tunnelbanans Blå linjen från Sundbybergs centrum till Västra skogen och delvis Gröna linjen från S:t Eriksplan till Gamla stan kan stråket påbörjas och avslutas efter tycke och smak.
Spångastråket är ett vattennära stråk, till sevärdheterna hör bland annat Marabouparken, Karlbergs slott och Vasaparken. Stockholms stads motto för Spångastråket lyder: Förbi hästar i trav mot Pampas och innerstad.

## Sträckning

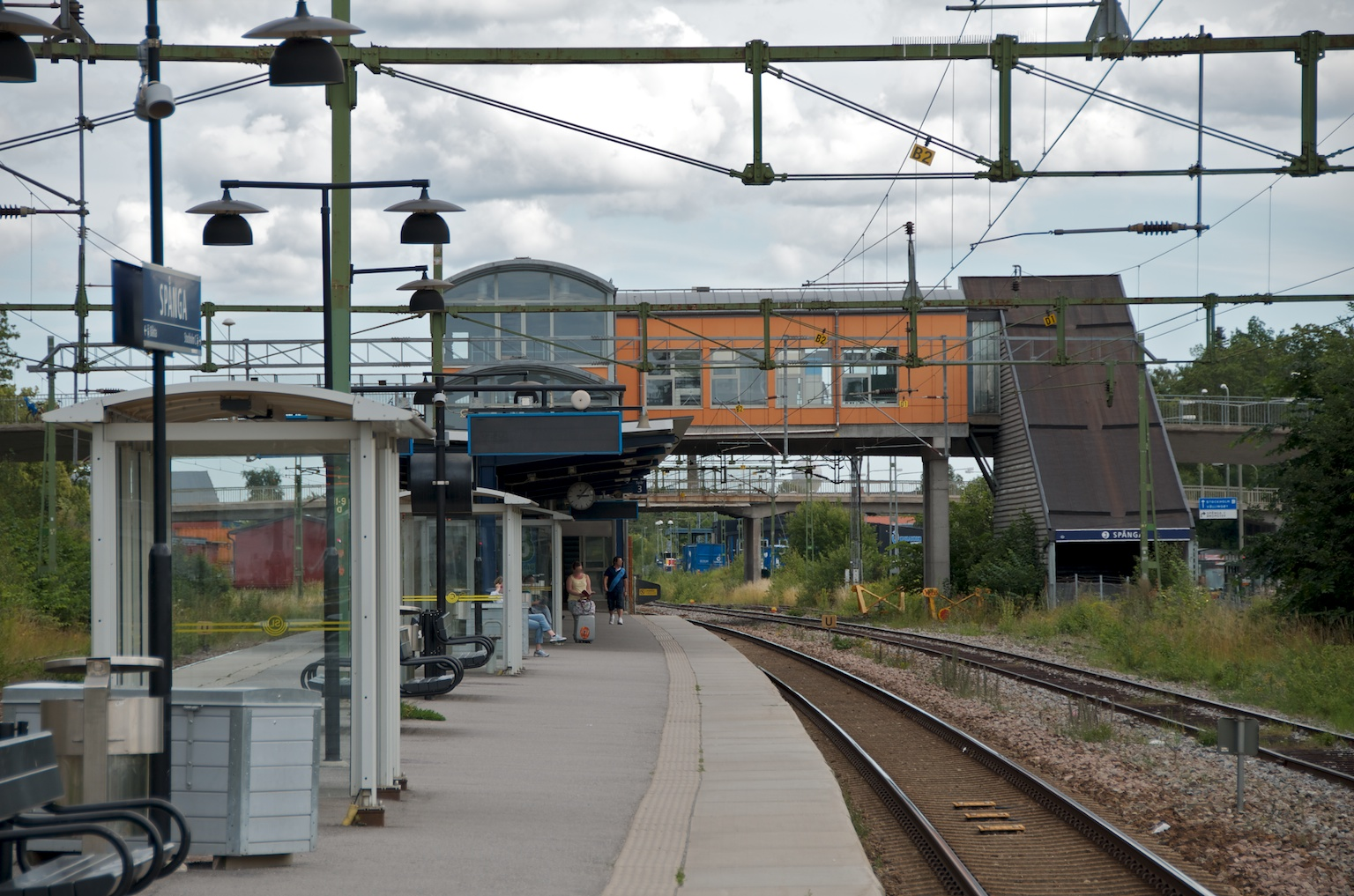
Start: Spånga station.

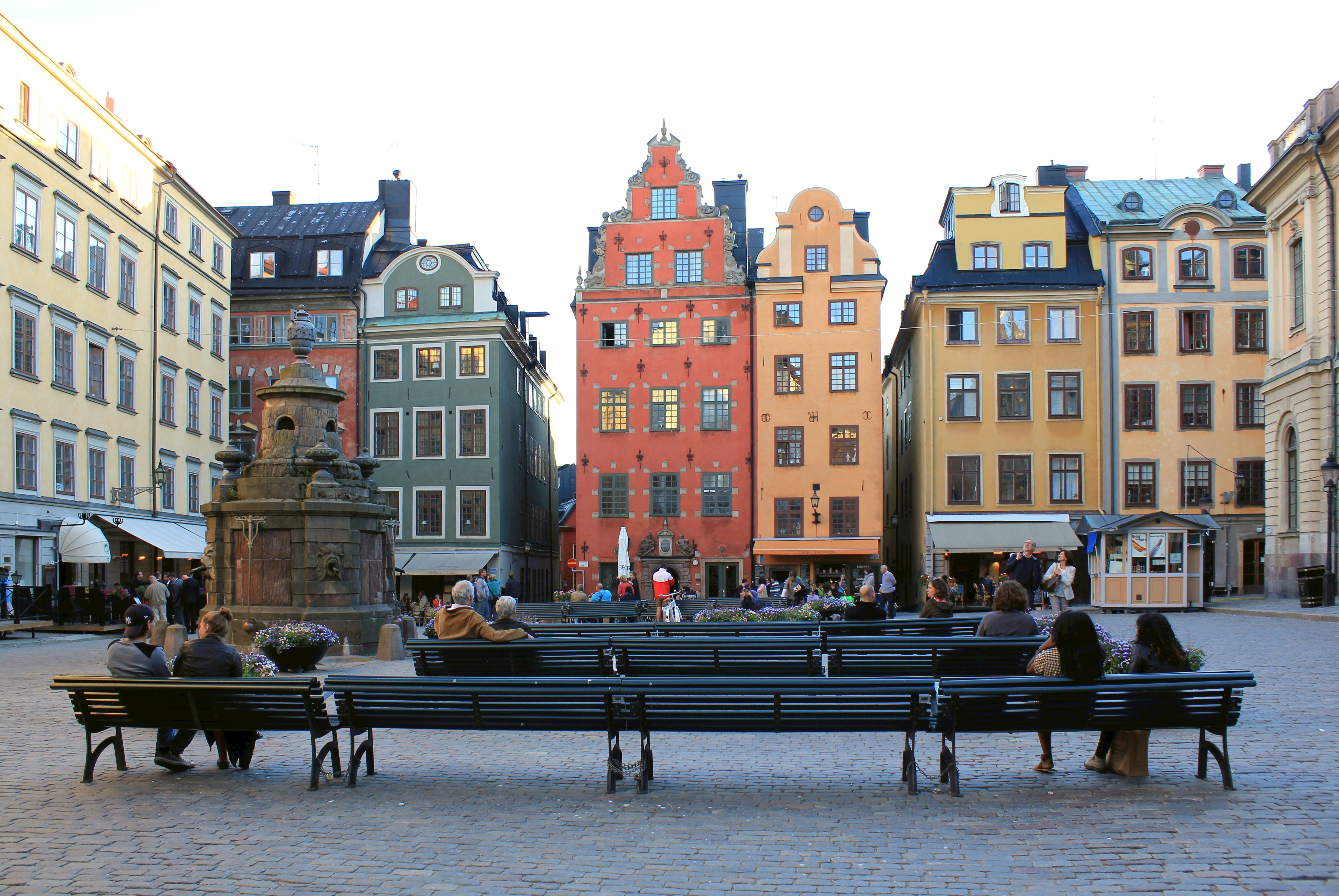
Mål: Stortorget i Gamla Stan.

Från Spånga station går man ut på den södra sidan om järnvägen mot Spånga torg och via små villagator genom Spånga-stadsdelarna Solhem, Flysta och Sundby till Gamla Bromstensvägen. Här finns två runhällar,  en stor och påkostad och en ofullbordad. På norra sidan om järnvägen i Bromsten finner man på en vägg från en före detta industribyggnad Sveriges äldsta bevarade större  graffitimålningen Fascinate, skapad av Circle och Tarik 1989.
Från Sundby går vandringen ned till Bällstaån mot Bromma och egnahemsområdet Bällsta samt travbanan Solvalla, Sveriges nationalarena för travsport och i förhållande till antalet besökare största travbanan i Norden. Alldeles intill Solvalla ligger Bällsta radartorn, ett välkänt och på långt håll synligt riktmärke i Bromma, även kallad Golfbollen på grund av dess särpräglade utseende. I Bällsta finner man också Bällsta gård med anor från 1300-talet, ett tidigare säteri från 1700-talets slut med en delvis bevarad trädallé från samma århundrade.
Efter Solvalla fortsätter stråket mot Bällstaån och Annedal, ett bostadsområde i stadsdelen Mariehäll. Uppmärksammade byggnader i Annedal är Baltic 23 och Mattisborgen 2, ritade av arkitektkontoret Kjellander & Sjöberg respektive Joliark, som båda blev nominerade till Årets Stockholmsbyggnad. Vid bron över Bällstaån mot Marabouparken och Sundbyberg ligger Atlas Copcos gamla fabrikslokaler i Linaberg, idag renoverade och ombyggda till kontor.
På norra sidan om Bällstaån ligger Marabouparken, ritad av trädgårds- och landskapsarkitekten Sven Hermelin. Den prisbelönta parken är också en skulpturpark med verk av bland annat Lennart Rodhe, Bror Hjorth och Gustav Vigeland. I Marabous gamla kakaolaboratoriebyggnad, ritad av Artur von Schmalensee, finner man Marabouparkens konsthall. På vägen ned mot Bällstaån och strandpromenaden passerar stråket Marabous gamla chokladfabrik. Hela sträckan efter Marabouparken fram till Ekelundsbron vid Kungsholmen är gemensam med Hjulstastråket.
Högt uppe på en bergknalle i Mariehäll på den södra sidan om Bällstaån skymtar Mariehälls gård, en gång i tiden ett mentalsjukhus för fallandesjuka och sinnesslöa barn. Vandringen fortsätter genom strandparken nedanför Tuvanparken och på träbryggor över Bällstaviken till Solna strand och Huvudstabron. Vid brofästet ligger Norrenergis anläggning för fjärrvärme och fjärrkyla. Det gamla lokstallet i Sundbyberg är en sevärdhet, det ligger cirka en halv kilometer norr om brofästet vid järnvägen där Huvudstaleden möter Frösundaleden.
Vid Huvudstabron kan den arkitekturintresserade vandraren passa på att ta en avstickare till Ulvsunda industriområde. På Bällstavikens södra sida ligger Pripps stora, nedlagda bryggeri från slutet av 1960-talet och ritad av arkitekt Anders Berg. Alldeles i närheten finns flera kulturhistoriskt värdefulla industribyggnader, bland annat den gamla Volta-fabriken på Johannesfredsvägen 7-11 och de före detta Ulvsunda Verkstäder (UVA) på Voltavägen. Flygtekniska försöksanstalten på Ranhammarsvägen 14 ritades av arkitekterna Erik och Lars-Erik Lallerstedt. På Ranhammarsvägen 20 ligger LM Ericssons Induktorn 27, ritad av Ture Wennerholm. Samme Wennerholm ritade också Fructushuset på Ulvsundavägen 108 där den tidigare succéläsken Pommac producerades. En lite längre utflykt blir det om man väljer att fortsätta till Bromma flygplats och köpcentrumet Bromma Blocks, som inryms i flygplatsens gamla och kulturhistoriskt värdefulla hangarer, ritade av arkitekten Paul Hedqvist i en funktionalistisk och blockliknande arkitektur. 
Efter Huvudstabron fortsätter den vattennära promenaden förbi det gamla, numera nedlagda stenbrottet Jungfrudansen i Huvudsta och de röda sjöbodarna av trä vid skonerten Constantias hemmahamn i Ulvsundasjön mot Huvudsta gamla slott och Huvudsta gård vid Huvudsta allé, där Spångastråket ansluter till Akallastråket. Vandringen går därefter vidare mot Karlbergs slott via strandpromenaden nedanför bostadsområdet Västra skogen högt uppe på berget en bit in från Ulvsundasjöns strand till Pampas Marina, den karakteristiska småbåtshamnen med båtar och husbåtar för boende på vatten.
Karlbergs slott, ursprungligen ett säteri, fick sitt nuvarande utseende på 1600-talet då Magnus Gabriel De la Gardie lät bygga om slottet. Flyglarna tillkom 1795 efter ritningar av Carl Christoffer Gjörwell, teglet till bygget kom från Haga slottsruin i Hagaparken. Redan i slutet av 1600-talet tillföll slottet den kungliga familjen. Karl XII växte delvis upp på slottet, som fram till 1792 var ett kungligt lustslott då Gustav III grundade Kungliga krigsakademien på Karlberg. Stallbyggnaden och övriga byggnader ritades av arkitekten Carl Hårleman. Slottsparken som från var början var en barockträdgård byggdes om till en engelsk park efter ritningar av arkitekt Nicodemus Tessin d.y.. Nere vid Karlbergssjön låg fram till 1926 Rörstrands porslinsfabrik som från början tillverkade enbart fajans; först på 1800-talet inleddes produktion av fältspatsporslin. Från Karlbergs slott fortsätter stråket genom gångtunneln under Klarastrandsleden till Rörstrandsgatan.
I slutet av Rörstrandsgatan ligger Sankt Eriksplan och vid Torsgatan finner man Vasaparken, som efter en omfattande upprustning erhöll Sienapriset 2007. Ungefär mitt i Vasaparken ligger Sven-Harrys konstmuseum från 2011. Byggnaden nominerades till Årets Stockholmsbyggnad och ritades av arkitekt Anna Höglund på Wingårdh Arkitektkontor. I hörnet av parken intill Astrid Lindgrens terrass på Dalagatan ligger Eastmaninstitutet, ett tandvårdsinstitut och en donation av den amerikanske uppfinnaren George Eastman. Institutet uppfördes 1932–1936 och ritades av arkitekt Waldemar Johanson. Från Vasaparken följer stråket Torsgatan hela vägen till Norra bantorget och passerar området Sabbatsberg och Sabbatsbergs kyrka, en före detta malmgård med en röd loftbod i trä från 1730-talet.
Söder om Torsgatan ligger det i Vasastan välkända Bonnierhuset från 1949 som ritades av Ivar Tengbom och hans son Anders Tengbom. Bredvid skrapan ligger Bonniers konsthall, en triangelformad byggnad i glas med rundade hörn, från 2006 och ritad av Johan Celsing Arkitektkontor. Atlasområdet, ett litet undanskymt område bakom Bonnierhuset, påminner om verkstadsföretaget AB Atlas, som fram till 1927 låg på samma plats. Norra bantorget belönades år 2009 med Sienapriset efter ha byggts om efter ritningar av arkitekt Bengt Isling på Nyréns Arkitektkontor. Vid torgets norra sida kan man beskåda den markanta LO-borgen, ursprungligen det Carlbergska huset, uppförd 1899 efter ritningar av Ferdinand Boberg. Ett betydligt nyare tillskott vid torgets västra sida intill spårområdet är Clarion Hotel Sign, uppförd 2008 och ritad av arkitekt Gert Wingårdh.
Efter Norra bantorget fortsätter vandringen på Klara norra kyrkogata genom de gamla Klarakvarteren, förbi det slottsliknande Centralposthuset, uppförd 1898–1903 efter ritningar av arkitekt Ferdinand Boberg, och det funktionalistiska Postgirot, uppförd 1938 och ritad av arkitekt Erik Lallerstedt. Sista biten passerar stråket Nils Ferlins torg och Klara kyrka från 1500-talets andra hälft och följer Klara västra kyrkogata till Centralpalatset och Konstakademiens hus vid Rosenbad. Därefter går stråket via Riksbron till Riksdagshuset på Helgeandsholmen och slutligen via Stallbron till Västerlånggatan, Storkyrkobrinken och Storkyrkan mot Stortorget i Gamla Stan, målet för vandringen och Spångastråket.

## Bilder

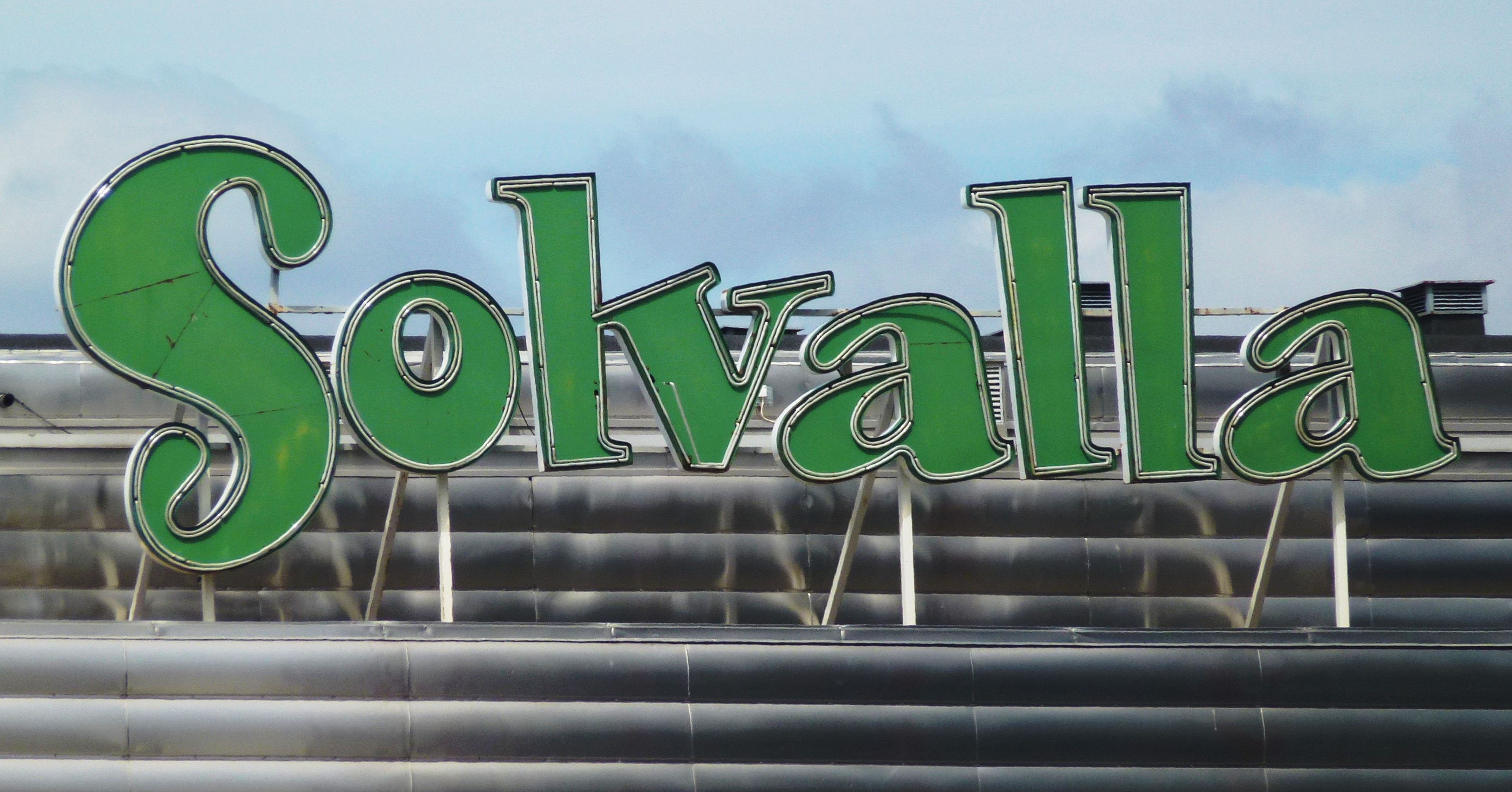
Solvalla skylt.
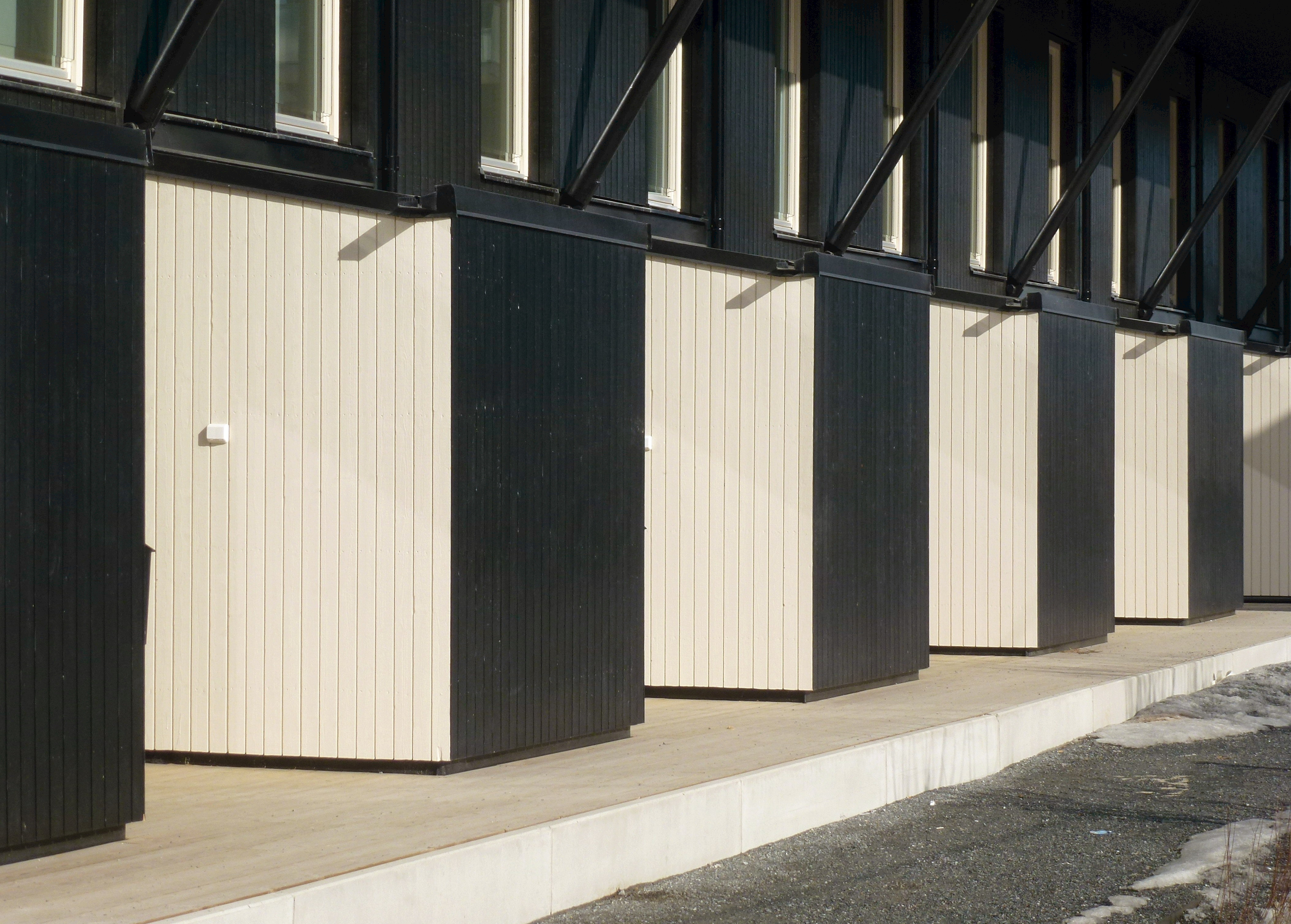
Kvarteret Mattisborgen, Annedal.
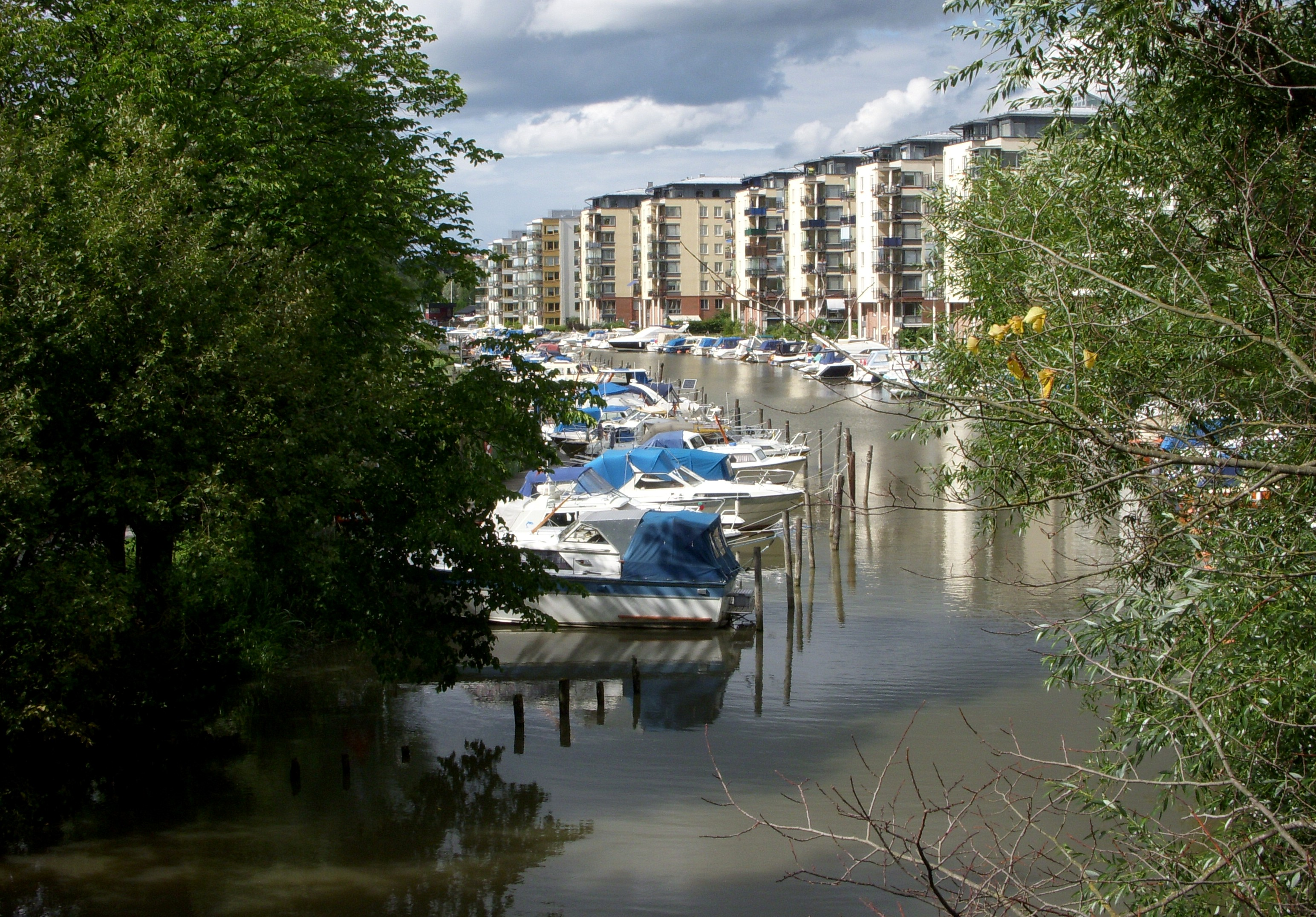
Bällstaån från Bällstabron.
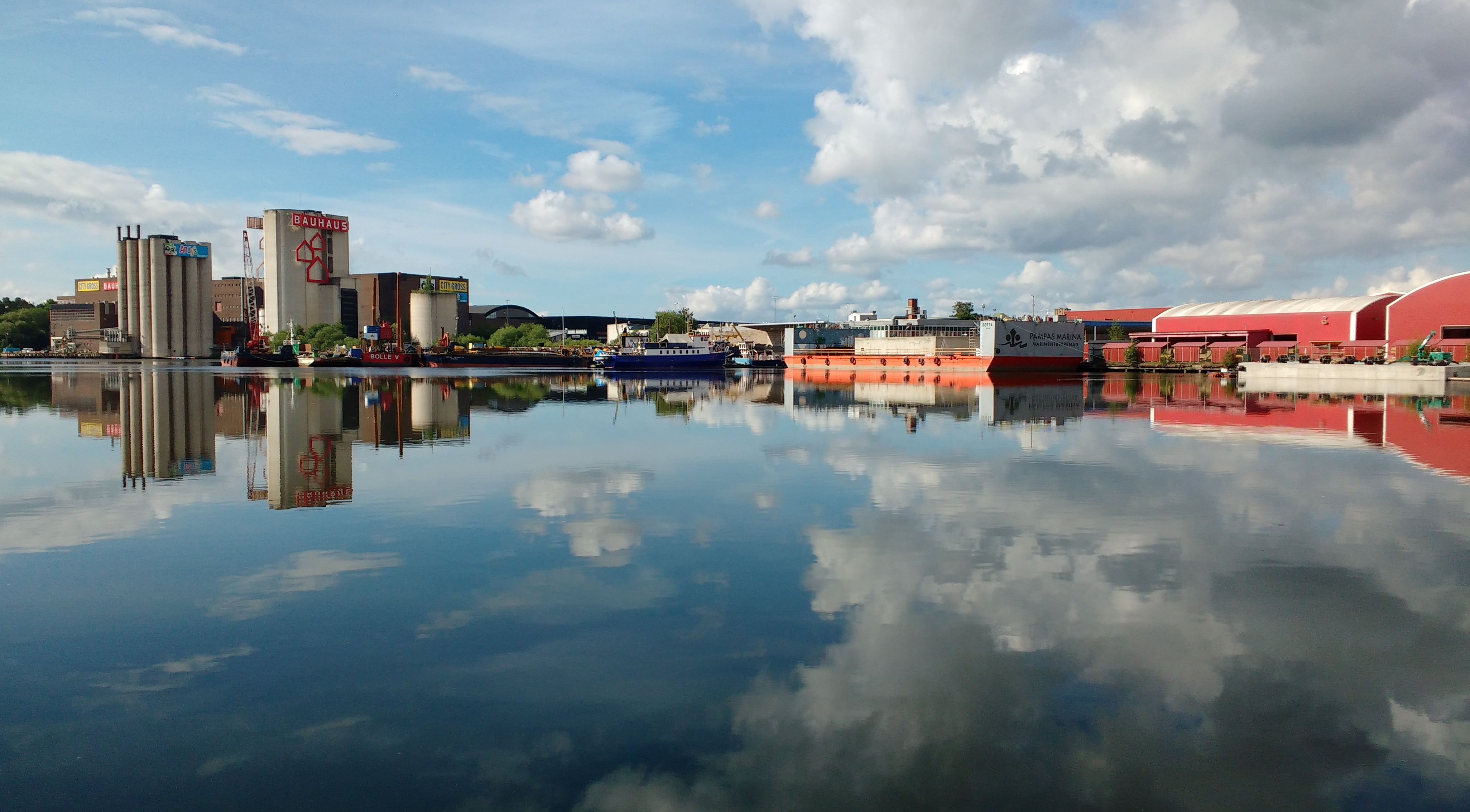
Bällstaviken mot Ulvsunda industriområde, pontonen Berta syns i mitten av bilden.
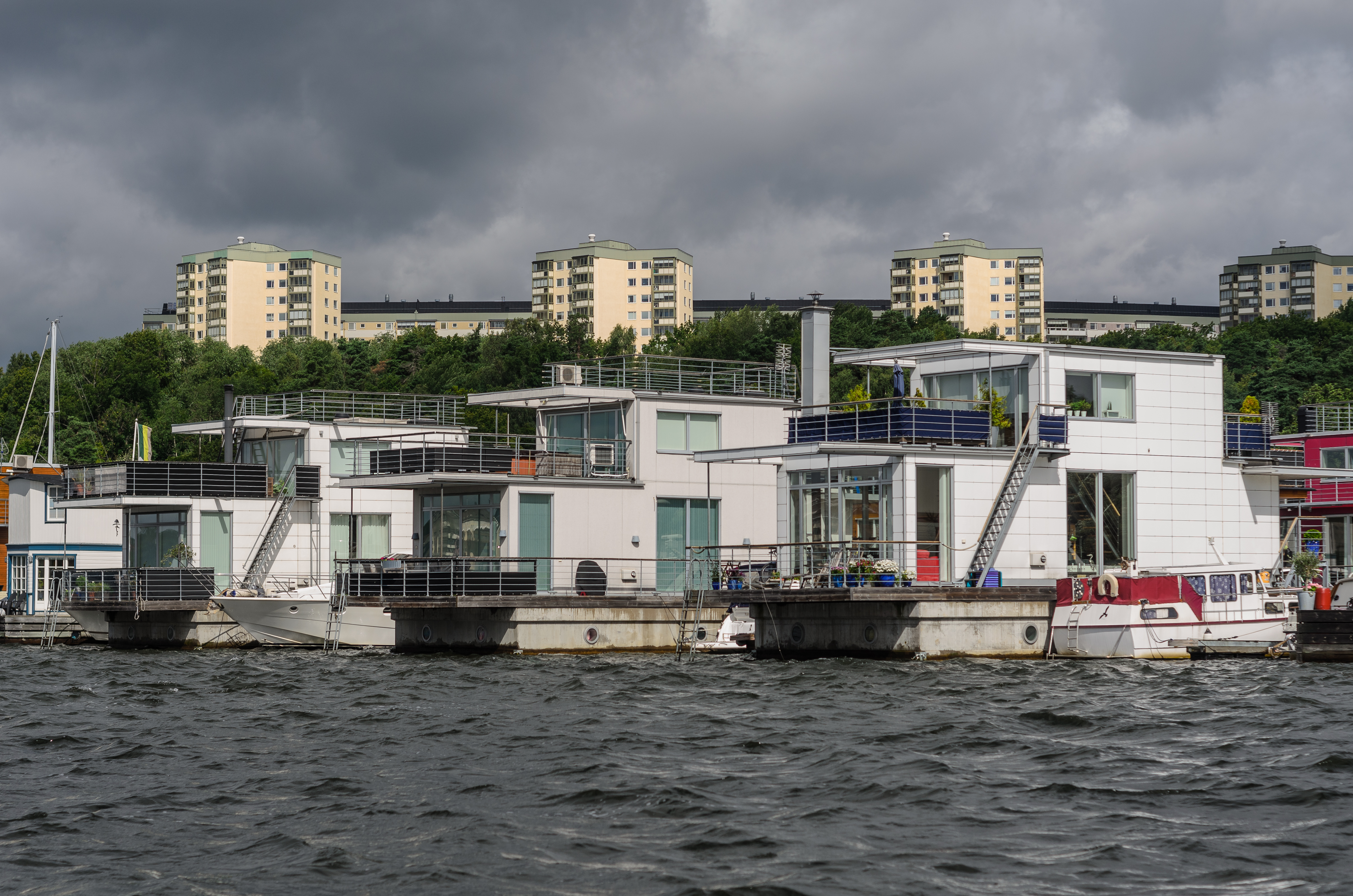
Pampas Marina, Västra skogen syns i bakgrunden.
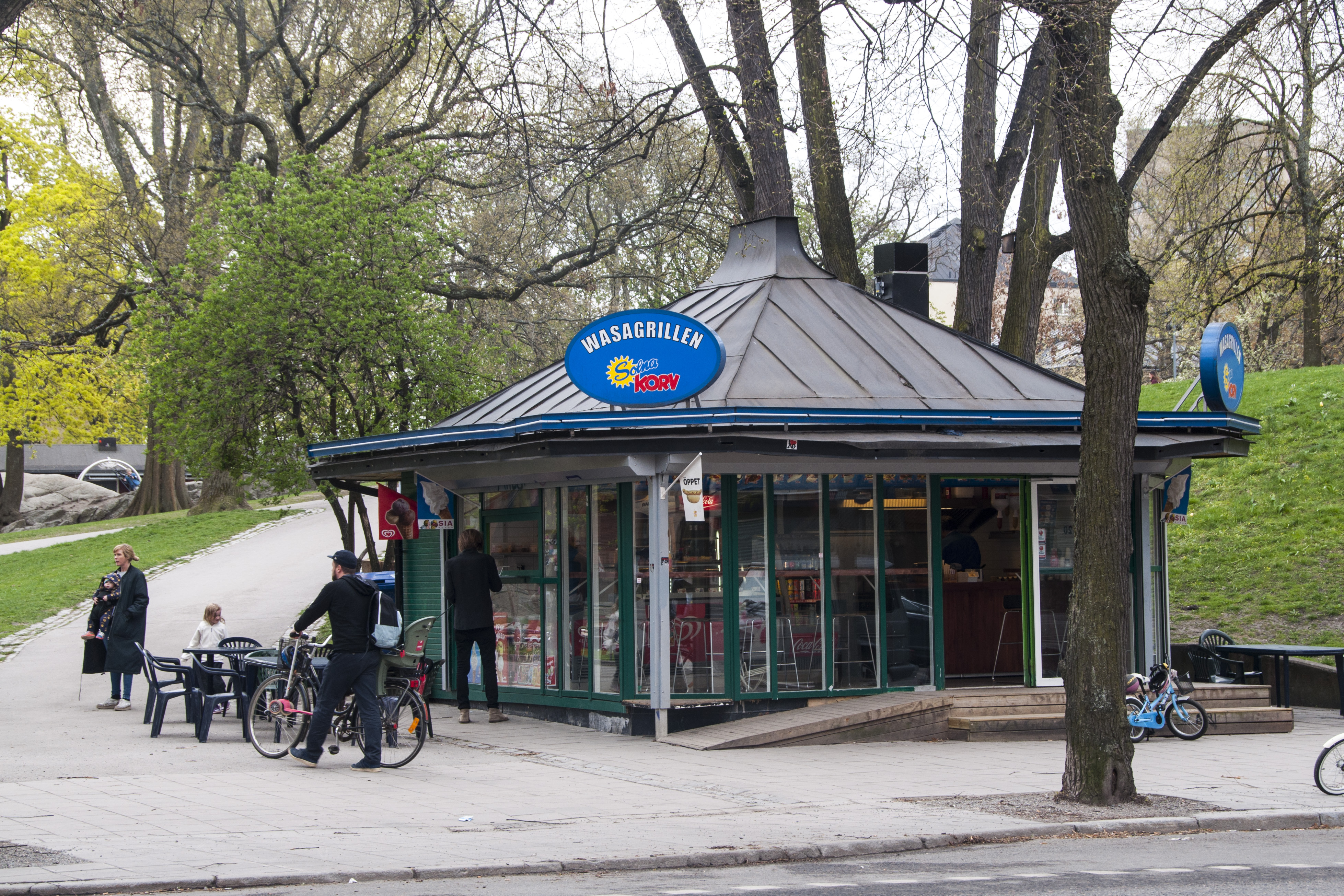
Wasagrillen i Vasaparken.
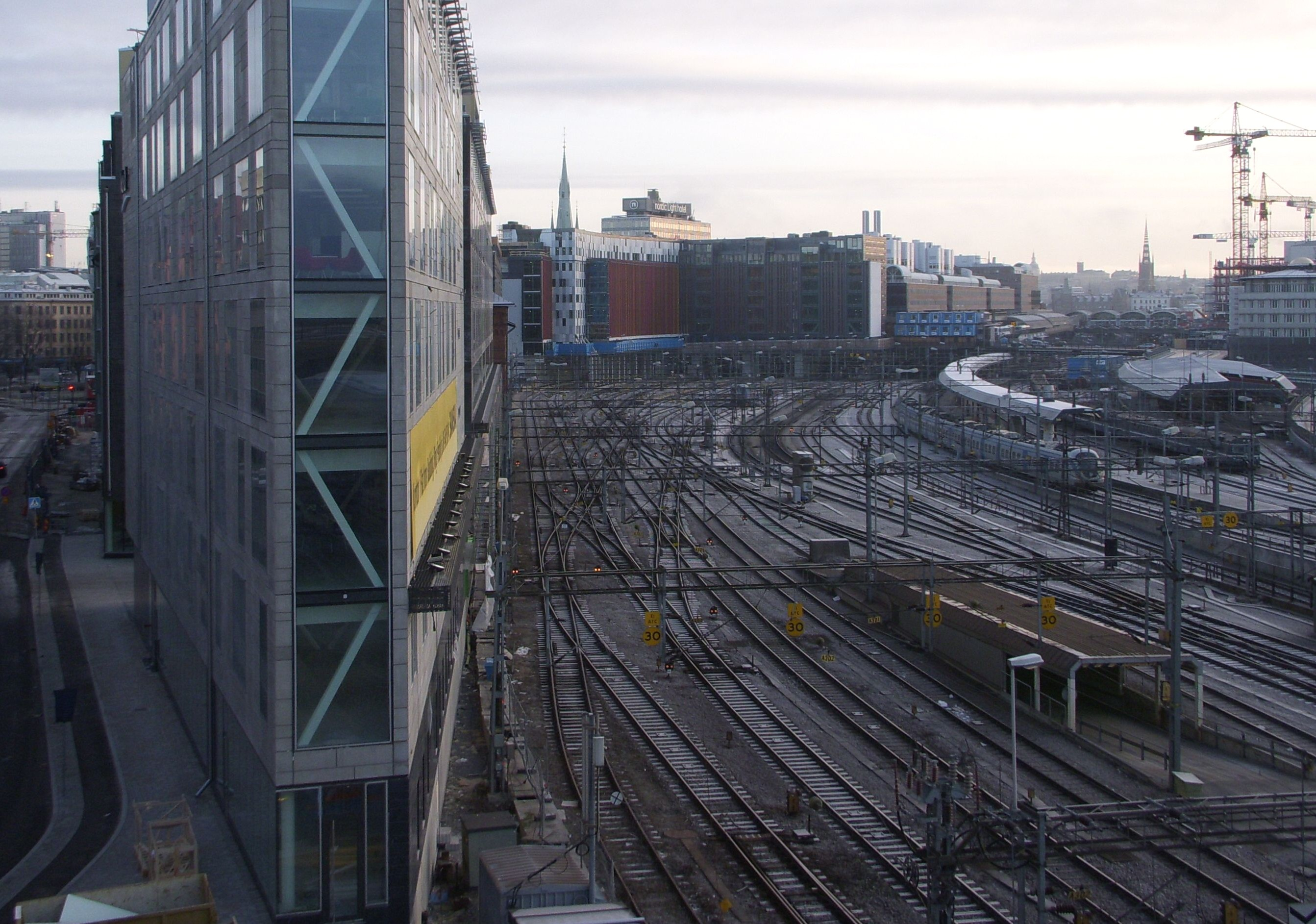
Flat Iron Building vid spårområdet från Barnhusbron.